# Uitzicht vanuit het raam in Le Gras

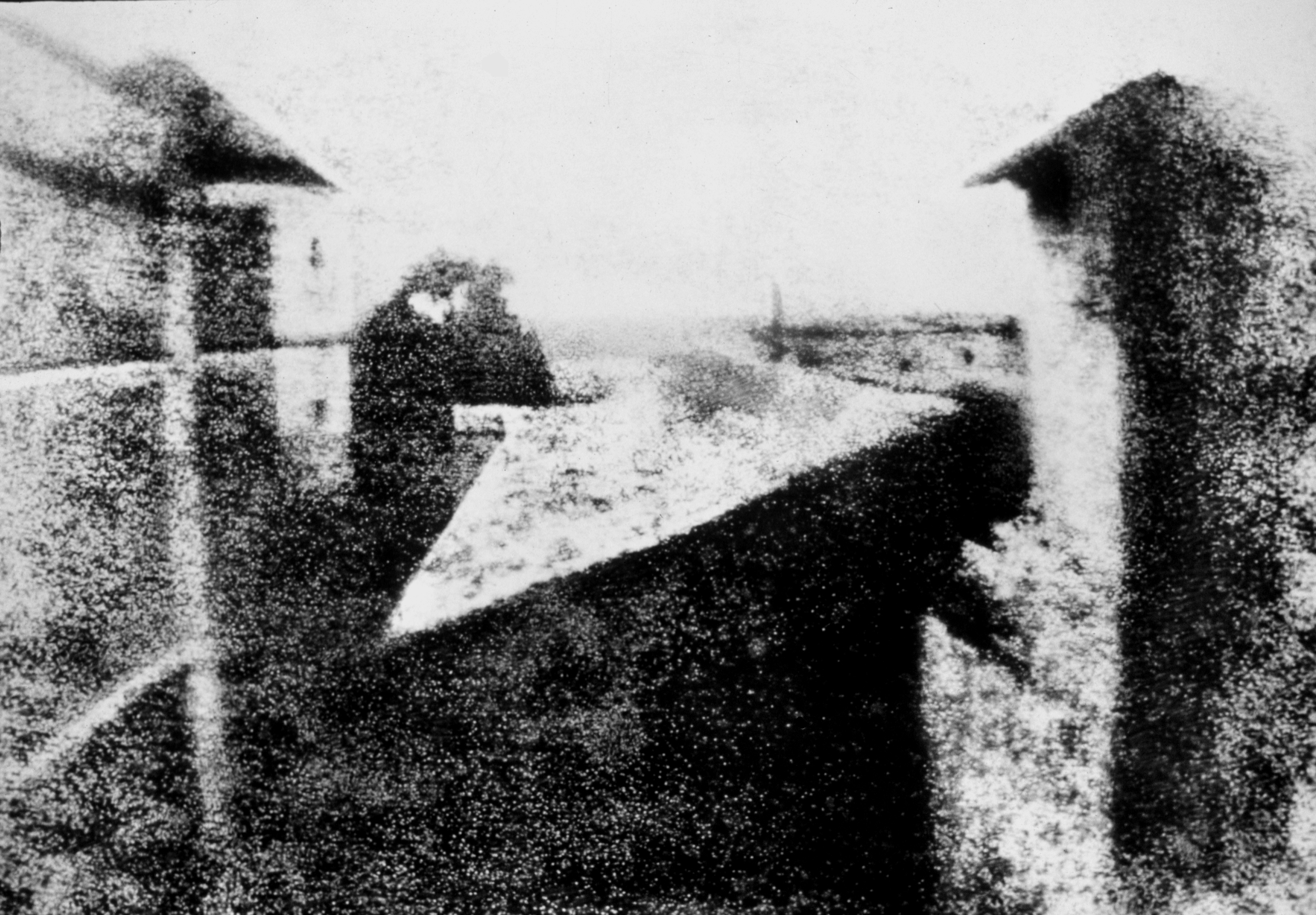
Verbeterde versie van Uitzicht vanuit het raam in Le Gras.

Uitzicht vanuit het raam in Le Gras (Frans: La cour du domaine du Gras) is de naam van de eerste permanente foto van de natuur. De foto werd in 1826 of 1827 genomen door Joseph Nicéphore Niépce in de Franse gemeente Saint-Loup-de-Varennes. Te zien is een stuk van het dak en het omliggende platteland van Niépces landgoed met de naam Le Gras.
Niépce trok na het ontwikkelen van de heliografie en de eerste foto naar Engeland en toonde zijn werk aan de Britse plantkundige Francis Bauer. Die raadde Niépce aan om de foto en de door hem ontwikkelde fototechniek te beschrijven en te presenteren aan de Royal Society, maar de interesse van dit instituut werd niet gewekt. Niépce vertrok daarop weer naar Frankrijk en liet de gemaakte foto's en zijn handgeschreven aantekeningen achter bij Bauer. Hij gaf deze foto's het jaartal van de presentatie (1827) mee en borg ze op.
In de tijd daarna kreeg de foto verschillende eigenaars. In 1952 dook de foto weer op, nadat die in 1905 voor het laatst in het openbaar tentoon was gesteld. De weduwe van Gibbon Pritchard vond de foto terug op het landgoed van haar man en contacteerde vervolgens de fotohistoricus Helmut Gernsheim. Die bevestigde datzelfde jaar dat het om de bewuste foto ging. Toen Harry Ransom de hele collectie van Gernsheim in 1963 overnam ten behoeve van de Universiteit van Texas, kwam ook deze foto in het bezit van dit instituut.
In 2003 stond de foto op de 21ste plaats in de lijst van de honderd foto's die de wereld hadden veranderd, uitgegeven door het Amerikaanse tijdschrift Life.